# Crainfeld
Crainfeld is een plaats in de Duitse gemeente Grebenhain, deelstaat Hessen, en telt 413 inwoners.